# Max Kohnstamm

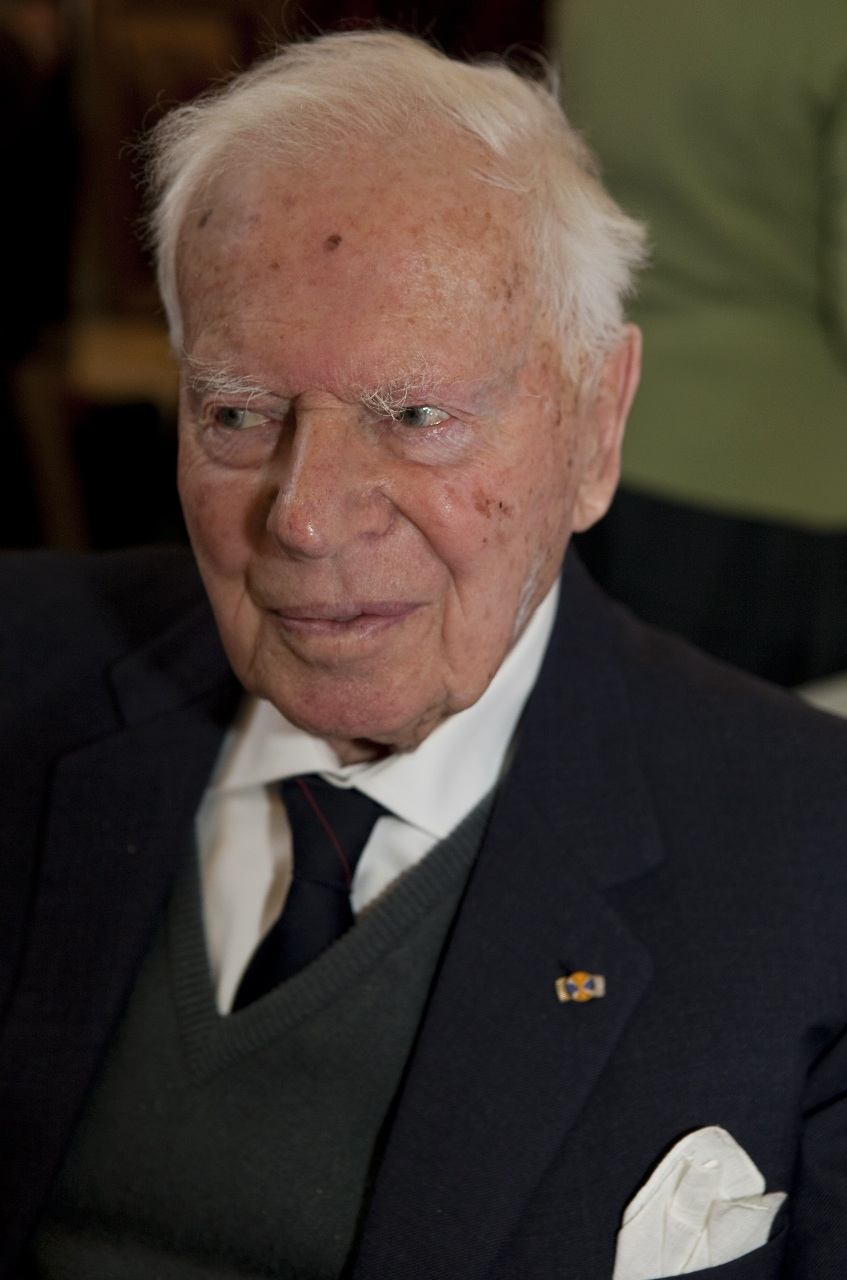
Max Kohnstamm op 94-jarige leeftijd

Max Kohnstamm (Amsterdam, 22 mei 1914 – aldaar, 20 oktober 2010) was een Nederlands historicus en diplomaat.

## Levensloop
Max Kohnstamm was de jongste zoon van Philip Kohnstamm (een Nederlands natuurkundige, filosoof en grondlegger van de wetenschappelijke pedagogiek en didactiek in Nederland) en Johanna Hermana (An) Kohnstamm-Kessler (dochter van August Kessler, grondlegger van Royal Dutch Shell) en zelf vader van vijf kinderen onder wie ook Jacob Kohnstamm en Max Kohnstamm jr. Kohnstamm bracht zijn jongensjaren door in het ouderlijk huis aan de Nieuwe Keizersgracht te Amsterdam. Het gezin verbleef 's zomers in een houten huisje in Ermelo, De Schapendrift. 
Kohnstamm studeerde moderne geschiedenis aan de Universiteit van Amsterdam. Na zijn kandidaatsexamen ging hij in 1938-1939 een jaar naar de Verenigde Staten voor een studie van de New Deal. Hij kreeg een beurs aangeboden van de American University. Zijn tijd in Amerika had een grote betekenis. Het contrast met het toenmalige Nederland was enorm. De Amerikanen durfden nog iets te zeggen, terwijl de Nederlanders verlamd waren door Adolf Hitler en de financiële crisis. Kohnstamm voelde dat er in hem ook een "Amerikaans jongetje" met lef geboren werd.
Kohnstamm ontmoette zijn vrouw Kathleen Sillem ('s-Gravenhage, 26 juni 1922 - Hilversum, 13 februari 2021), dochter van Willem Frederik Sillem en Theodora Jacoba Boissevain, voor het eerst in de winter van 1940, in de trein naar Leeuwarden. Hij kwam haar de volgende dag opnieuw tegen op het ijs van het Sneekermeer. 
Op 29 januari 1942 werd hij door de Duitse bezetter gearresteerd en drie maanden gevangen gehouden in Kamp Amersfoort omwille van zijn politieke overtuiging. Kohnstamm had onder andere in protest een couplet van het Wilhelmus voorgelezen in de aula van de universiteit. De politie had hem voor de deportatie thuis opgewacht. Kohnstamm zou in het gijzelaarskamp vijfentwintig kilo vermageren in drie maanden tijd. Ter gelegenheid van de verjaardag van Adolf Hitler werd hij op 20 april 1942 vrijgelaten. In juni van dat jaar werd hij opnieuw opgepakt en als gijzelaar in de kampen Haaren en Sint-Michielsgestel geïnterneerd. In dit laatstgenoemde kamp behoorde hij tot de Heeren Zeventien. Het was van hieruit dat hij Kathleen in een brief ten huwelijk vroeg. Zijn hoofdgedachte na de oorlog was nooit meer oorlog, nooit meer armoede.
Na de oorlog was Kohnstamm van 1945 tot 1948 particulier secretaris van koningin Wilhelmina. Na haar troonsafstand was hij van 1948 tot 1951 assistent van Hans Max Hirschfeld. Een van Hirschfelds taken was de Nederlandse regering advies geven over de relatie met Duitsland. Kohnstamm stelde daarvoor onder Hirschfelds leiding een nota op voor de Nederlandse regering. 
In 1951 werd hij lid van de Oecumenische Commissie voor Europese Samenwerking in Brussel. Van 1952 tot 1956 was hij secretaris van de Hoge Autoriteit van de EGKS in de stad Luxemburg. Hij werd een groot voorstander van de Verenigde Staten van Europa en werkte vijfentwintig jaar lang samen met Jean Monnet. Kohnstamm beschreef de contacten met Monnet als zeer persoonlijk. In zijn functie was hij betrokken bij de uitbreiding van het toen nog kleine Europese ambtelijke apparaat. Hij maakte kennis met Winrich Behr, die de hele Tweede Wereldoorlog een Duitse beroepsmilitair was geweest. Desondanks werkten ze goed samen en ontstond er een levenslange vriendschap. 
Kohnstamm was vicevoorzitter van het door Jean Monnet opgerichte Comité d'Action pour les États Unis d'Europe. Ook was hij betrokken bij de Bilderbergconferenties. Van 1976 tot 1981 was hij de eerste president van het Europees Universitair Instituut te Florence. Hij was erevoorzitter van de Raad van advies van het European Policy Centre in Brussel.
Kohnstamm overleed in 2010 op 96-jarige leeftijd in zijn woning aan de Prinsengracht in Amsterdam.

## Onderscheidingen
- Grootofficier in de Orde van Oranje-Nassau
- Commandeur in de Huisorde van Oranje
- Grande Ufficiale van de Republiek Italië
- Drager van het Grote Kruis van Verdienste met Ster van de Bondsrepubliek Duitsland
- Wateler Vredesprijs (1977)
- Jean Monnetprijs (1987)
- Four Freedoms Award, in 2004 aan hem uitgereikt door zijn peetzoon prins Constantijn.

## Wetenswaardigheden
Hij volgde Joseph Luns op als rector van de senaat van het Amsterdamsch Studenten Corps, een studentenvereniging van de Amsterdamse Universiteit.
Hij was ook lid van de Nederlandsche Unie in 1940 en 1941. Deze Unie werkte aan de ene kant samen met de Duitse bezetters om een harmonische en sociaal rechtvaardige maatschappij te bekomen, hoewel ze volledig gekant was tegen de deportatie van de Nederlandse Joden.